# Битва при Седані
Би́тва при Седа́ні — найвідоміша битва Франко-прусської війни, що відбулася 1 вересня 1870 р. біля французького містечка Седан. Вона закінчилась полоном Наполеона ІІІ та більшої частини його війська і фактично змінила хід війни на користь Пруссії та її союзників, хоча боротьба тривала ще деякий час, тепер вже під керівництвом уряду Третьої французької республіки.
120-тисячна французька армія під командуванням маршала Патріса Мак-Магона та Наполеона ІІІ намагалась зняти облогу Меца, однак сама невдовзі була оточена прусською маазькою армією і зазнала поразки в битві при Бомоні. Маазька та Третя прусська армії під керівництвом фельдмаршала Гельмута фон Мольтке в присутності прусського короля Вільгельма І та канцлера Отто фон Бісмарка загнали війська Мак-Магона у кільце оточення біля Седану. Маршал Мак-Магон був поранений у ході битви і передав командування армією генералу Дюкро.

## Підготовка до битви
Після поразки під Гравелотом французька (рейнська) армія маршала Базена відступила до міста Мец, де була взята в облогу 1-ю та 2-ю прусськими арміями загальною чисельністю в 134,000 солдат. Імператор Франції Наполеон III разом з маршалом Мак-Магоном поспіхом сформував нову (шалонську) армію і виступив на чолі із нею на допомогу обложеному Мецу. Французькі війська намагались дістатись Меца обхідним лівофланговим маневром у північно-східному напрямку в бік бельгійського кордону з метою уникнення передчасної зустрічі із пруссаками. Після закінчення маневру шалонська армія планувала з'єднатися із силами маршала Базена. Однак прусське командування постійно перегравало своїх опонентів у грі маневрів і отримало низку перемог в серпні 1870 року. Після тривалого переходу французька армія була виснажена, а її фланги залишились оголеними. Фон Мольтке скористався нагодою, оточив шалонську армію з обох боків і захопив супротивника в "кліщі". Для цього він залишив біля Меца частину з'єднань, а 3-ю та Маазьку армії відрядив в північному напрямку, наздогнавши 30 серпня французькі війська біля Бомон-ан-Аргонн. Після важкого бою шалонська армія втратила 5,000 чоловік та 40 гармат і відійшла до Седану. Дізнавшись про поразку своєї армії при Бомоні, Наполеон III вирішив дати перепочинок своїм солдатам і зовсім не мав наміру вступати з пруссаками в бій. Однак фон Мольтке мав намір атакувати позиції французів невідкладно. Комунікації французької армії знаходились в Седані. Це означало, що французькі солдати не зможуть далеко відступити у випадку поразки.
Прусський головнокомандуючий вміло розділивши свої сили на три частини, оточив супротивника і відрізав йому шлях для відступу. Так французи власним ж невдалим обхідним маневром самі себе позбавили можливості відходу із зайнятих позицій. Усі навколишні міста були вже захоплені німцями, тому залишалось два варіанти дій: або закритися за стінами Седану, або, у випадку програшу, перейти бельгійський кордон. Але оскільки Бельгія зберігала нейтралітет, то французькі війська в разі вступу на її територію були б негайно роззброєні.

## Битва

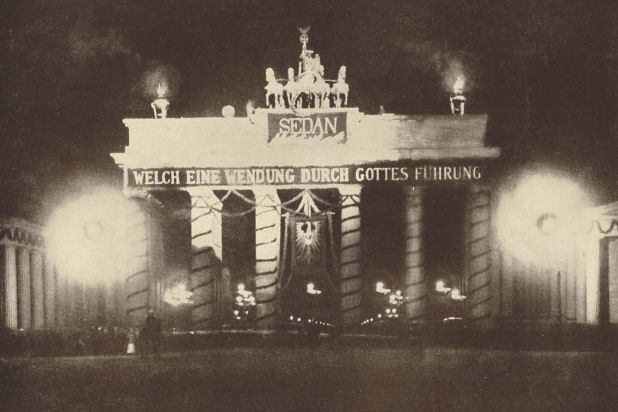
Бранденбурзькі ворота освітлені з нагоди святкування річниці перемоги у битві під Седаном (1898 рік). Напис на воротах: "Які зміни промислом божим"

Бій розпочався рано-вранці 1 вересня під завісою густого туману. В битві були задіяні 202 піхотних батальйони, 80 ескадронів кавалерії та 564 гармати шалонської армії. Сили Пруссії та її союзників складались із 222 батальйонів піхоти, 186 ескадронів кінноти та 774 гармат. Від початку французи зайняли невдалі позиції на висотах, тому прусська артилерія дуже швидко взяла гору у взаємному обстрілі.
Наполеон наказав Мак-Магону розірвати кільце оточення. Для цієї мети найбільш підходящим виявилось поселення Ла-Монсель. З аналогічних міркувань виходили і пруссаки, тому саме туди був направлений прусський XI корпус на чолі з принцом Георгом Саксонським. В цей час баварська бригада генерала Людвіга фон дер Танна атакувала містечко Базей на правому фланзі. Проте до того часу поселення було вже зайнято французькими морськими піхотинцями, які влаштували барикади на вулицях і залучили до боротьби мешканців міста. Баварці потрапили в засідку і були змушені відступити. Незабаром штурм був відновлений. Саме тут прусська армія зустріла найрішучішу відсіч, бої йшли з надзвичайною запеклістю. О 8-й годині на підмогу баварцям підійшло підкріплення у вигляді 8-ї прусської піхотної дивізії і фон дер Танн вирішив провести вирішальну атаку. Однак в цьому наступі він не мав змоги вести прицільний вогонь далекобійною артилерією, тому на штурм міста відправив свою останню бригаду, яку підтримувала артилерія з протилежного берега Маасу. Його ж артилерія прибула до Базейя годиною пізніше. Бій поступово розгортався в південній частині містечка, інціатива перейшла в руки Пруссії, тому 8-а піхотна дивізія була направлена на підкріплення баварських військ, що вели боротьбу біля Ла-Монселя та намагалися прорвати французьку оборону. В Базейї, тим не менше, гарнізон вперто захищав місто допоки в нього не закінчились боєприпаси. Тутешніх жителів, котрих застали зі зброєю в руках або які чинили будь-який опір, пруссаки розстрілювали на місці. Загалом було вбито понад 60 осіб цивільного населення.
При Ла-Монселі бій розпочався о шостій ранку. Маршал Мак-Магон одразу ж зазнав поранення і годиною пізніше передав командування генералу Огюсту Дюкро. Дюкро оголосив загальний відступ, чого очікував фон Мольтке, однак наказ був негайно скасований генералом де Вімпфеном, який кинув свої сили проти саксонських з'єднань. Це призвело до тимчасового покращення ситуації для французької армії, якій вдалось відтіснити німецьку артилерію навколо Ла-Монселя і відкинути заразом війська баварців та саксонців. Проте із взяттям Базейя та прибуттям свіжих частин прусської армії контрнаступ військ де Вімпфена був зупинений. До 11-ї години артобстріл французьких позицій почав приносити свої результати. Тим часом, все більше і більше прусських солдат прибувало на місце бою. Після інтенсивного бомбардування і безперервних атак прусської армії з північного сходу та баварців із південного заходу Шалонська армія змушена була відійти до Буа де ля Гаренн (Гаренського лісу), де зрештою потрапила в повне оточення. На лівому фланзі становище французького війська було безнадійним. Бійці вишикувались в тонку лінію, розстріляли всі набої та кинулись у відчайдушну атаку. Піхоту підтримала кавалерія на чолі з генералом Жан-Огюстом Маргерітом. Атака здійснювалась в умовах доволі горбистої місцевості, а німці негайно ж зустріли французьких піхотинців потужним артилерійським вогнем. Попри ці несприятливі обставини, в якийсь момент здалося, що кавалерія французів зможе прорватися крізь ряди пруссаків, однак їх кірасири вчасно поспіли на поле бою і змусили французьку кінноту відійти в північному напрямку. Маргеріт ще двічі вів своїх кавалеристів на штурм позицій Прусського ХІ корпусу, однак вони не принесли успіху, а сам генерал зазнав смертельного поранення.

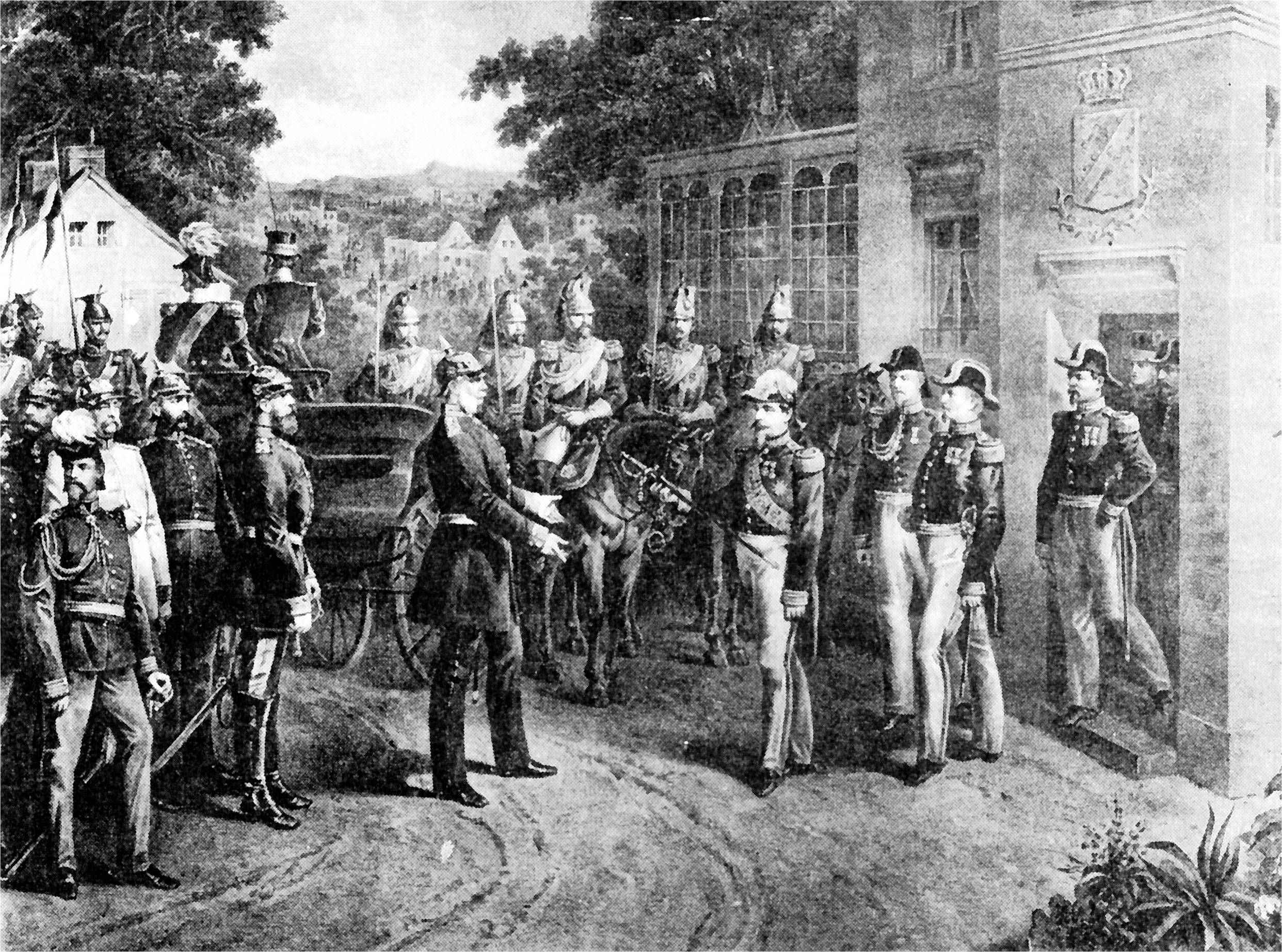
Наполеон ІІІ здає свою зброю

Ось як описав Мольтке цю відчайдушну спробу французів вирватись з оточення:
|  | «Атака французів повторюється в різних напрямках, протягом півгодини триває запекла бійня, але все з меншим успіхом. Впевнений вогонь піхоти з коротких дистанцій вкриває все поле пораненими та вбитими вершниками. Багато з них падають в каменярні чи зриваються з круч, небагатьом вдалось переплисти Маас, і заледве половина сміливців повернулась під захист лісу». |

О 15-й годині дня французи розпочали загальний відступ до Седану, що супроводжувався панікою та хаосом. Вхід в місто являв собою вузький підвісний міст, на якому одразу ж виникла тиснява. Відступаючих з усіх сторін обстрілювали понад півтисячі німецьких гармат. Невдовзі німці пішли на штурм Гаренського лісу, де переховувалось чимало французьких солдат. Через дві години битва закінчилась. Усі бійці Шалонської армії, які не встигли заховатися у місті, були вбиті. За стіни Седану відступило близько 100 тисяч військових. Фортифікаційні укріплення міста були добре влаштовані для відбиття атак піхоти, але пруссакам вдалось підвести свою артилерію достатньо близько з тим, щоб розпочати бомбардування міських кварталів. Черговий артобстріл спровокував нову хвилю паніки у рядах французької армії, деякі солдати навіть розбивали приклади гвинтівок об бруківку вулиць і викидали понівечену зброю. Будь-який опір збоку французів був припинений.

## Наслідки битви
На кінець дня, без жодних сподівань на прорив, Наполеон ІІІ відкликав всі атаки. Франція втратила більш як 17,000 вбитими та пораненими, ще 21,000 солдат потрапило в полон. Серед жертв був і Едмон Бонапарт, двоюрідний брат Наполеона ІІІ, що загинув під час однієї із французьких контратак. Прусське командування оголосило власні втрати в числі 2,320 вбитих, 5,980 поранених та 700 зниклих безвісти. Німецька армія захопила у ворога 3 знамені, 419 польових та 139 фортечних гармат, 66 тисяч гвинтівок, більше тисячі возів та 6 тисяч коней.

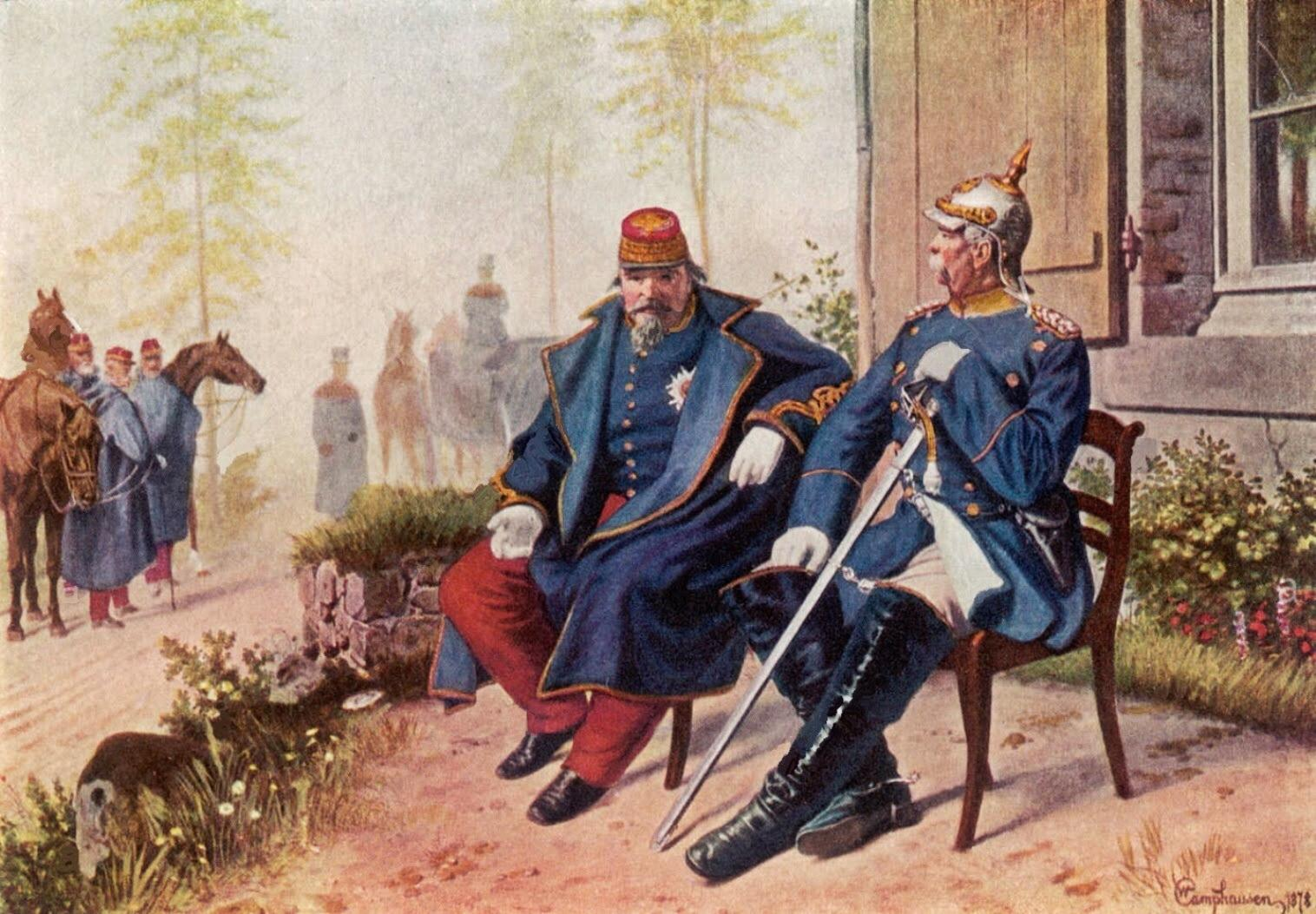
Полонений Наполеон III розмовляє з Бісмарком після битви при Седані (худ. Вільгельм Кампгаузен, 1878 р.)

2 вересня Наполеон ІІІ наказав вивісити білий стяг. Прусському королю він надіслав записку наступного змісту:
|  | Дорогий мій брат, оскільки я не зміг загинути разом із моїми солдатами, мені залишається тільки вручити свою шпагу Вашій Величності. І надалі Вашої Величності добрий брат. |

Французам була запропонована беззастережна капітуляція та анексія Пруссією Ельзасу та Лотарингії. Остання умова розглядалась програшною стороною як неприйнятна, однак погроза відновити бомбардування Седану змусила французьке керівництво все ж підписати акт капітуляції. Імператор Франції здався в полон разом з усією Шалонською армією. Захоплення Наполеона ІІІ фактично залишило Пруссію без супротивника, який би волів швидкого укладення миру. Насправді, через дві доби після того як про полон імператора дізнались в Парижі, там відбулась безкровна революція і Друга французька імперія припинила своє існування. Переворот призвів до створення нового тимчасового уряду, який затягне хід війни ще на п'ять місяців, не жалкуючи жодних зусиль для того, щоб поліпшити долю Франції. Але при Седані французька армія втратила всіх своїх солдат, що брали участь у битві, і фактично залишилась без збройних сил, а похапцем створене ополчення не йшло в жодне порівняння із вишколеною армією Пруссії. Перемога при Седані відкрила прусським військам шлях на Париж.
Битва мала і вагоміші наслідки. Фактично вона призвела до перегляду старого європейського порядку, закладеного на Віденському конгресі в 1815 році. Втрата Ельзасу та Лотарингії Францією в майбутньому стане однією з головних причин розв'язання Першої світової війни.
З падінням Другої імперії Наполеона ІІІ було звільнено з прусського полону та дозволено емігрувати в Англію. У 1873 році, коли Наполеон був уже при смерті, він звернувся до свого товариша, доктора Анрі Конно:
"Анрі, ви були тоді в Седані?" (Henri, etiez-vous à Sedan?)
"Так, Ваша Величність" (Oui, Sire)
"Ми не були боягузами в Седані, чи не так? (N'est-ce pas que nous n'avons pas été des lâches à Sedan?).
Це були його останні слова.
На знак вшанування битви та визнання її ролі в справі Об'єднання Німеччини багато німців щороку 2 вересня відзначали т. зв. "Седантаг" (нім. Sedantag) — День Седану, хоча сам кайзер відмовився проголосити цю дату офіційним державним святом.

## У культурі
Детальний опис битви при Седані наведений в романі Еміля Золя «Розгром».

## Лінки
- The French Army 1600-1900 [Архівовано 5 травня 2017 у Wayback Machine.]
- Article on the Battle of Sedan at 'Battlefields Europe'